# كرزيستوف مارتنز
كرزيستوف مارتنز (بالبولندية: Krzysztof Martens)‏ هو لاعب الجسر ‏ بولندي، ولد في 24 مايو 1952.